# Xenasma parvisporum
Xenasma parvisporum är en svampart som beskrevs av Pouzar 1982. Xenasma parvisporum ingår i släktet Xenasma och familjen Xenasmataceae.   Inga underarter finns listade i Catalogue of Life.